# Premières Chasses
Premières Chasses est le neuvième album de la série de bande dessinée Buddy Longway, paru en 1980.
Buddy raconte ses meilleurs souvenirs de chasse.

## Personnages
- Buddy Longway : trappeur.
- Chinook : sa femme indienne sioux.
- Kathleen : fille de Buddy et Chinook, environ 8 ans.
- Loup Noir : indien, premier compagnon de chasse de Buddy.
- Fellow : cheval de Buddy.

## Synopsis
Buddy se sédentarise, il retourne un champ proche de sa cabane. Sa fille, Kathleen grandit. Elle rêve de monter seule son poulain "Tout Noir" qui n'est pas encore dressé. Contre l'avis de Buddy, elle part à cheval. Désarçonnée, elle perd connaissance. Retrouvée par la famille, elle doit rester au lit. Buddy lui raconte des souvenirs de jeunesse dans l'ordre où ils lui viennent à l'esprit :
- Lui non plus n'a pas toujours suivi les conseils. À 19 ans, il s'est entêté à suivre la piste d'un ours dont les traces remontaient une rivière. Loup Noir l'avait pourtant mis en garde. Il a été victime d'hallucinations, a fini par se prendre pour un ours. Heureusement, Loup Noir était là et a pu le sauver (d'après une légende des indiens Alsea de l'Oregon).
- Au cours d'un hiver, il a rencontré un puma blessé avec qui il a partagé toutes ses chasses.
- Sa toute première chasse : à la mort de son oncle Jérémie, il a utilisé son héritage pour s'équiper et acheter des chevaux. Il a quitté le fort qu'il habitait et découvert la forêt, les chevaux et rapidement un ours belliqueux. Il est secouru par un indien : Loup Noir, qu'il sauvera peu de temps après de l'attaque de deux crows grâce à sa pratique de la boxe. Une amitié était née.